# Obrimus mesoplatus
Obrimus mesoplatus är en insektsart som först beskrevs av John Obadiah Westwood 1848.  Obrimus mesoplatus ingår i släktet Obrimus och familjen Heteropterygidae. Inga underarter finns listade i Catalogue of Life.